# Gymnasium St. Michael (Ahlen)
Das 1903 gegründete Gymnasium St. Michael ist ein staatlich anerkanntes katholisches Gymnasium in Ahlen im westfälischen Münsterland in Trägerschaft des Bistums Münster.

## Geschichte

### Gründung der Schule im Kaiserreich
Auf Initiative des Sägereibesitzers Küper und des Ahlener Bürgermeisters Eduard Corneli kamen Anfang des 20. Jahrhunderts erstmals die Nonnen der Schwestern Unserer Lieben Frau aus Mülhausen im Rheinland nach Ahlen. Die Stadt Ahlen schenkte 1902 der Ordenskongregation ein sechs Hektar großes Grundstück zur Errichtung einer Schule. Da die Koedukation, also die gemeinsame Beschulung von Jungen und Mädchen, zu Beginn des 20. Jahrhunderts noch nicht gestattet war und die Stadt Ahlen bereits über eine weiterführende Rektoratsschule für Jungen verfügte, strebte die Stadtverwaltung die Gründung einer Lehranstalt für Mädchen an. Der Orden kam dem Wunsch der Stadtverwaltung nach und richtete zunächst ein wissenschaftliches und ein Haushaltungspensionat ein, zu dem alle Mädchen der Stadt gegen ein Pensionsgeld von 400–500 Mark pro Jahr zugelassen wurden. Die Ordenskongregation verfolgte wohl bereits 1902 das Interesse, nicht nur eine einzelne weiterführende Schule für Mädchen in Ahlen zu eröffnen, sondern unterschiedliche Schulformen auf dem Gelände zu vereinen.
Unter der Leitung von Schwester Maria Seraphia Schmitz wurde Ostern 1903 eine höhere Mädchenschule und damit auch das erste Schulgebäude eröffnet. In dieser frühen Phase besuchten 158 Schülerinnen die Schule, von denen die meisten im schuleigenen Internat wohnten. Da sich das backsteinrote Schulgebäude an die Olfeteiche angliederte, wurde die neue Mädchenschule im Volksmund das „Schloss am Meer“ genannt.
Die strikte Trennung von Mädchen und Jungen im Schulwesen hatte Konsequenzen für den schulischen Alltag und die Abschlussmöglichkeiten der Schülerinnen. Während Jungen in dieser Zeit die weiterführenden Schulen wie das humanistische Gymnasium, das Realgymnasium oder die Oberrealschule besuchen durften, an denen sie die mittlere Reife oder das Abitur erwerben konnten, war dies den Mädchen nicht erlaubt. Sie durften lediglich das sogenannte Oberlyzeum besuchen. Schwester Seraphia bemühte sich demgemäß verstärkt darum, die Kriterien zur Erlangung einer Zulassung als „Oberlyzeum“ zu erfüllen. Am 18. Februar 1912 wurde es der Ordensschule St. Michael von der zuständigen Bezirksregierung in Münster gestattet, den Titel „Lyzeum der Schwestern Unserer Lieben Frau zu Ahlen i. Westf.“ zu tragen. Aus Dankbarkeit für die Bewilligung des Antrages stifteten die Ordensschwestern eine Mariengrotte auf dem Schulgelände. Die so entstandene Lourdesgrotte ist noch heute ein fest verankerter Teil des Schulgeländes.
Der gute Ruf der noch jungen Ordensschule führte zu einer raschen Expansion der Schülerinnenzahlen. Schon 1912 wurde ein Erweiterungsbau nötig, der Platz schaffte für weitere Internats-, Physik- und Naturwissenschaftsräume und vor allem eine große Turnhalle.
In der Kaiserzeit war die Schulkultur stark durch die Lebensweise und das christliche Leitbild des Ordens der „Schwestern unserer Lieben Frau“ geprägt. Die Erziehung zielte auf ein tugendhaftes Leben gemäß christlicher Sitten- und Moralvorstellungen ab. Parallel zur sittenorientierten Bildung und Erziehung zeichnete sich die Ordensschule durch hervorragende sportliche Bildungsmöglichkeiten aus. So gab es zwei Spielplätze, einen Sportplatz, einen Tennisplatz und zwei Teiche, die im Sommer für Kahnpartien, im Winter zum Eislaufen genutzt wurden. Zusätzlich stand den Schülerinnen die bereits erwähnte große Turnhalle zur Leibesertüchtigung zur Verfügung.
Im Zuge der Professionalisierung der Mädchenschulen im Kaiserreich und verstärkt durch die voranschreitende Emanzipation während des Ersten Weltkrieges wurde 1916 neben der höheren Mädchenschule auch eine höhere Handelsschule für Mädchen auf dem Schulgelände eröffnet. Die Ordenskongregation konnte mit der Eröffnung der Handelsschule ihr Bestreben verwirklichen, mehrere Schulformen auf dem sechs Hektar großen Gelände zu vereinen.
Ansonsten waren die Kriegsjahre durch den verstärkten Einzug sogenannter patriotischer Elemente in den Schulalltag geprägt. Exemplarisch sind in diesem Zusammenhang die jährlich stattfindenden „Kaiser-Geburtstagsfeiern“ zu nennen. Seit Kriegsbeginn gab es zudem an „Siegestagen“ einen schulfreien Tag. Die Verwirklichung eines vom Krieg unbeeinflussten Schulalltages wurde jedoch mit der Zeit schwieriger. So strickten oder flickten die Mädchen Kleidungsstücke für Soldaten oder sammelten Spenden und Materialien für die Armee. Die Entbehrungen der Kriegszeit spiegelten sich auch zunehmend im Gesundheitszustand des Lehrpersonals und der Schülerinnen wider. Im letzten Kriegsjahr 1918 musste der Unterrichtsbetrieb zeitweilig gänzlich eingestellt werden, da die fatale Versorgungslage des Reiches einen geregelten Schulalltag unmöglich machte und eine Grippewelle das verbliebene Lehrpersonal stark beeinträchtigte.

### Die Weimarer Jahre
Die Folgen des Ersten Weltkrieges waren auch in den frühen Weimarer Jahren an der Schule zu spüren. Im Zuge der politischen Auseinandersetzungen zwischen rechts- und linksgerichteten Arbeiterwehren kam es am 27. März 1919 zu einer gewalttätigen Auseinandersetzung auf dem Schulgelände, bei der aber niemand ernsthaft verletzt wurde.
Die Stabilisierung der Demokratie in der Weimarer Republik führte in den Folgejahren jedoch zu einer politischen und gesellschaftlichen Entspannung, die auch das Schulleben positiv beeinflusste. Als Schwester Maria Ludgera Bils im Jahre 1922 den Posten der Schulleitung übernahm, konnte der Unterricht im Regelbetrieb ohne größere Störungen erteilt werden. Erst die Wirtschaftskrise 1923 und die damit einhergehende Hyperinflation führte zu größeren Umwälzungen innerhalb des Schulbetriebs. Um den Familien einen Schulbesuch auch während der finanziell angespannten Situation zu ermöglichen, wurde das Schul- und Internatsgeld drastisch herabgesetzt und an die geltenden Währungsverhältnisse angepasst.
Die Weimarer Zeit brachte jedoch auch positive Neuerungen für die Ordensschule mit sich. Frauen hatten nach dem Krieg mehr und neue Optionen für ihre persönliche Lebensführung. Dazu zählte nicht nur der Bereich der Politik, sondern auch der Sport, die Freizeitgestaltung, Berufsausbildungsangebote und überhaupt der öffentliche Raum. Die Weimarer Demokratie brachte somit auch in der Mädchenbildung neue Möglichkeiten und Chancen. Frauen konnten von nun an auch qualifizierte Schulabschlüsse ablegen, zu denen die mittlere Reife und das Abitur zählten.
Mit der zunehmenden Qualifizierung der Mädchenbildung wurde der Besuch der höheren Mädchenschule St. Michael jedoch auch an neue Bedingungen gekoppelt. Fortan wurden nur noch Schülerinnen, die in der Primarbildung als begabt ausgewiesen wurden, an der Schule angenommen. Das Ziel der Ordenskongregation war es, St. Michael zu einer der führenden schulischen Vollanstalten zu entwickeln. Die Mädchen sollten am St. Michael nicht nur die mittlere Reife erlangen können, sondern auch das Abitur. Dieses Ziel konnte jedoch innerhalb der Weimarer Jahre nicht gänzlich umgesetzt werden. Anträge zur Errichtung einer gymnasialen Oberstufe wurden von der zuständigen Bezirksregierung abgelehnt.

### Zeit des Nationalsozialismus
Die Zeit des Nationalsozialismus beeinflusste den Schulalltag bzw. das Schulleben am St. Michael maßgeblich. Mit der Absicht, eine nationalsozialistische Lehrerinnen-Bildungsanstalt einzurichten, kam es bereits im Jahr 1935 zur Schließung der Vorschulklassen durch das NS-Regime. Im Jahr 1942 wurde die Schließung der Oberschule angeordnet und im darauffolgenden Jahr die Schließung der Handels- und höheren Handelsschule, womit St. Michael als Schule faktisch nicht mehr existierte. Verhindert werden konnte die Errichtung einer Lehrerinnen-Bildungsanstalt durch Paul Rosenbaum, der das Gebäude von St. Michael zu einem Militärlazarett umwandelte.
Rosenbaum, damals tätig als Oberfeldarzt in Ahlen, war verantwortlich für die Versorgung der kriegsverwundeten Soldaten im Militärlazarett St. Michael. Im Rahmen seiner Tätigkeit geriet Rosenbaum mehrfach in Auseinandersetzungen mit der örtlichen Parteiführung. Durch sein Wirken konnte unter anderem verhindert werden, dass verwundete Soldaten aus dem Lazarett erneut für Kampfhandlungen im Ahlener Raum aufgestellt wurden. Auch einen Befehl von oberer Verwaltungsebene, das Lazarett im St. Michael aufzulösen und zurück nach Minden zu verlegen, nahm Rosenbaum nicht hin und legte Beschwerde ein. Um den Bestand des Lazaretts zu sichern, wurde ein sofortiger Ausbau des Lazaretts angeordnet. Mithilfe der Ahlener Bevölkerung wurde das Lazarett innerhalb kürzester Zeit erweitert.
Den wohl nachhaltigsten Einfluss auf die Stadtgeschichte Ahlens hatte Rosenbaum durch seine Rolle bei der Kapitulation der Stadt im Jahre 1945. Gegen den Befehl der Parteiführung übergab Rosenbaum die Stadt Ahlen den Alliierten kampflos und vermied damit die vollständige Zerstörung der Stadt.
Mit der Genehmigung der britischen Besatzungsbehörde kam es im Dezember 1945 zur Wiedereröffnung der Schule St. Michael. Es fehlte der Schule jedoch an Heizmaterial, Büchern und Heften, was einen geregelten Schulbetrieb zunächst unmöglich machte. Trotz miserabler Ausgangsbedingungen wuchs die Schulgemeinschaft durch die Folgen des Krieges und die großen Entbehrungen enger zusammen, sodass sich sowohl das Lehrpersonal als auch die Ahlener Bevölkerung bereit erklärten, die Schule mit dem Nötigsten zu versorgen.
Im Jahre 1946 erfolgte die vollständige Auflösung des Lazarettbetriebes und es erfolgte die Übernahme der Schulleitung durch Schwester Maria Gregoria Berger. Nach der Umwandlung der Schule in ein Gymnasium legte im Jahr 1947 der erste Jahrgang an St. Michael das Abitur ab.

### Das Ahlener Programm von 1947
Das vom Krieg verschonte Gebäude des neuen St.-Michael-Gymnasiums wurde zu einem der Orte des politischen Neubeginns. Vom 1. bis 3. Februar 1947 trafen sich im Gebäude des Gymnasiums die Delegierten des CDU-Zonenausschusses, um eine sozial- und wirtschaftspolitische Programmschrift für die noch junge Partei zu entwerfen. Als Tagungsraum wurde der schuleigene Speiseraum genutzt. Die Teilnehmer übernachteten direkt vor Ort in den Räumen des Internats. Der bedeutendste Teilnehmer der CDU-Tagung war der spätere Bundeskanzler Konrad Adenauer, welcher die Gestaltung des am 3. Februar 1947 verabschiedeten Ahlener Programms maßgeblich beeinflusste.
Wenngleich das Ahlener Programm bereits zwei Jahre später durch die Düsseldorfer Leitsätze weitestgehend revidiert und weiterentwickelt wurde, zählt es zu den Ursprüngen der Sozialen Marktwirtschaft, welche den Wiederaufbau der deutschen Wirtschaft und den Aufstieg Deutschlands in die Reihe der führenden Wirtschaftsnationen einleitete. Konrad Adenauer selbst bezeichnete die Tagung des Zonenausschusses am 3. Februar 1947 in St. Michael als „Markstein in der Geschichte des deutschen Wirtschafts- und Soziallebens“. Denn das Programm stehe nicht nur für einen Neuanfang der deutschen Wirtschafts- und Sozialpolitik nach 1945, sondern auch für die legitime Interessenvielfalt der CDU als Volkspartei.
Zum 30-jährigen Jubiläum des Ahlener Programms kamen im Februar 1977 der spätere Bundeskanzler Helmut Kohl (1982–1998) sowie zahlreiche weitere politische Persönlichkeiten an das St.-Michael-Gymnasium. Die Festlichkeiten fanden in der Turnhalle mit zahlreichen geladenen Gästen statt. Auch Schülerinnen und Schüler des Gymnasiums und interessierte Mitglieder des Kollegiums durften an der Veranstaltung teilnehmen. Ähnliche Veranstaltungen finden bis in die Gegenwart an der Schule statt. Zuletzt waren am 3. Februar 2022 Ministerpräsident Hendrik Wüst sowie Landwirtschaftsminister Karl-Josef Laumann am Gymnasium St. Michael, um des 75-jährigen Jubiläums des Ahlener Programms zu gedenken und mit den Schülerinnen und Schülern zu diskutieren.

### Modernisierung der Schule zwischen 1971 und 1988
In den Jahren zwischen 1971 und 1988 fand eine grundlegende Modernisierung des pädagogischen Konzeptes der Schule statt. Das Ziel war es, aus der in die Jahre gekommenen Klosterschule eine moderne, attraktive und international ausgerichtete Lernanstalt für Mädchen (und später auch Jungen) zu machen.
Am 31. Juli 1971, zu Beginn des neuen Schuljahres, übernahm Schwester Maria Josefinia Wolber die Schulleitung. Unter ihrer Leitung entwickelte sich die Schule grundlegend weiter. Im Jahr 1972 wurde am St. Michael die gymnasiale Oberstufe erneuert und die kooperative Partnerschaft mit dem Städtischen Gymnasium eingerichtet. Aufgrund des Platzmangels durch die stetig wachsende Anzahl an Schülerinnen wurde im gleichen Jahr der Entschluss gefasst, das Internatsleben schrittweise einzuschränken und bis zum Jahr 1977 gänzlich stillzulegen. Im Zuge dessen wurden die Klassen Sexta und Quinta in externen Baracken untergebracht, die bereits während des Zweiten Weltkriegs als Lazarett verwendet worden waren. Um dem Problem des Platzmangels zu begegnen, sollte die Schule durch einen Neubau erweitert werden. Die neuen Räumlichkeiten waren auch deshalb notwendig, da 1974 mit der Einführung der Koedukation die ersten Jungen das Gymnasium St. Michael besuchten, was die Anzahl an Schülerinnen und Schülern nochmals vergrößerte.
Am 1. Januar 1975 wurde die Trägerschaft der Schule dem Bistum Münster übergeben und knapp einen Monat später die bis heute stehende Sporthalle eingeweiht. Auch der Austausch mit einer französischen Schule in Challans sowie das Austauschprogramm mit der Quarrydale Comprehensive School im englischen Sutton in Ashfield fanden in diesem Jahr ihre Anfänge. Ab 1977 wurde zusätzlich der Austausch mit der Vincent Palotti High School in Laurel im US-Bundesstaat Maryland durchgeführt. Der Austausch nach Maryland wurde jedoch ab 1995 eingestellt. Eine weitere pädagogische Neuerung waren die Studienfahrten der Oberstufe. Die erste offizielle Studienfahrt fand 1978 statt. Als Reiseziel wurde die Stadt Rom gewählt. Dieses Angebot wurde 1983 mit einer Studienfahrt nach Neapel und einer weiteren Fahrt an den Golf von Sorrent erweitert. Zudem wurden die internationalen Beziehungen der Schulgemeinschaft mit dem Beginn einer Schulpartnerschaft mit der Shal on High School in Kiryat Gat (Israel) nochmals erweitert.
Allgemein zeichnete sich das Schulleben in dieser Zeit durch zahlreiche musikalische und kulturelle Angebote aus. 1984 hatte das neu entstandene Symphonieorchester seinen ersten Auftritt, und zwei Jahre später hatte das Tanztheater „Revue-alles Theater“ die erste Aufführung an St. Michael. Auch aus sportlicher Sicht erzielten die Schülerinnen und Schüler des Gymnasiums im Tischtennis mit dem zweiten Platz im Bundesfinale der „Jugend trainiert für Olympia“ sowie dem neunten Platz im Bundesfinale der Leichtathletik achtbare Erfolge.

### Die Zeit nach der Wende bis in die Gegenwart
Am 1. August 1990 wurde Bernhard Morsbach neuer Schulleiter des St.-Michael-Gymnasiums. Ungefähr zur gleichen Zeit startete auch das auf interkulturelle Kompetenz zielende internationale Begegnungsprogramm in der Türkei und es wurden neue pädagogische Konzepte in der Schulkultur verankert. Exemplarisch ist hier das Konzept des selbstständigen Lernens (SAR) in den Klassenstufen 5 und 6 zu benennen. Das SAR-Konzept soll der individualisierten und binnendifferenzierten Ausrichtung einer modernen Pädagogik gerecht werden und den Schülerinnen und Schülern eigenverantwortliches Handeln näherbringen. Das Konzept wurde sukzessive in den Folgejahren auch auf die höheren Jahrgangsstufen übertragen und weiter ausgebaut.
Auch schulkulturell brachten die 90er Jahre einige Erneuerungen. Unter der Leitung von Peter und Birgit Boch entstand 1992 die erste Streicherklasse in Ahlen als eine von deutschlandweit fünf Klassen im Rahmen eines Forschungsprojektes des Bundes zur Übertragung der amerikanischen Rolland-Methodik in das deutsche Schulsystem. In einer gemischten Großgruppe, also in einem Streichorchester mit Geigen, Bratschen, Celli und Kontrabässen, lernen die Kinder im Musikunterricht des Vormittages ein Streichinstrument ihrer Wahl.
Kern der Rolland-Methodik (benannt nach dem ungarisch-amerikanischen Violinpädagogen Paul Rolland) ist eine Bewegungslehre, die die komplexen Bewegungsmuster, die zum Spielen eines Streichinstrumentes nötig sind, systematisch vermittelt. Ausgehend von der Forderung „unterrichte Musik durch Musizieren“ spielen die Schülerinnen und Schüler von Anfang an kleine Stücke, die sie in einem Konzert am Ende des ersten Halbjahres ihrer Gymnasialzeit auch präsentieren. Die Erfahrung, dass nur intensive Zusammenarbeit in der Klasse zu schönen Konzerten führt, fördert das Gemeinschaftsgefühl und prägt das positive Umgehen miteinander. Um die besondere musikalische Kultur des St.-Michael-Gymnasiums nachhaltig zu fördern, wurde 1994 der Verein zur Förderung musikalischer Projekte (MuSaM) gegründet, welcher den Kauf und die Ausleihe von Instrumenten ermöglicht.
Ab 2006 übernahm Mechtild Frisch für 15 Jahre die Leitung der Schule und begleitete sowohl die intensive Umbauphase in den 2000er Jahren als auch die schulpolitisch bedeutsame Umstellung von G9 auf G8. Ihre Reaktion auf die sogenannte „Flüchtlingskrise“ war die 2015 eingerichtete Weltklasse. Ab 2019 wurden – zunächst als Pilotprojekt – iPad-Klassen ab Jahrgang 8 eingerichtet und ein Team für die digitale Aufstellung der Schule gegründet. Ihre letzten zwei Dienstjahre waren dann stark von der Corona-Pandemie geprägt, bis sie im Sommer 2021 die Leitung an Susanne Terveer übertrug.

## Bauliche Entwicklung
Heutzutage besteht das Gelände des St.-Michael-Gymnasiums aus fünf Gebäudeabschnitten und einer Turnhalle. Eines dieser Gebäude ist dem Berufskolleg St. Michael zugehörig. Der Baubeginn des Hauptgebäudes startete im Jahr 1901. Das freistehende Gelände erstreckte sich von der Michaelsstraße bis zum Vorhelmer Weg in einer sumpfigen Olfeniederung, die zur damaligen Zeit weit außerhalb der zusammenhängenden Siedlung Ahlen lag.
Durch seine monumentalen Ausmaße kreiert das Hauptgebäude im neugotischen Stil eine besondere Fernwirkung. Der Bau des Hauptgebäudes wurde 1903 abgeschlossen und noch im selben Jahr konnte mit dem Unterricht begonnen werden. Bauherr war der Orden der „Schwestern Unserer Lieben Frauen“. Als Architekt wurde Franz Wucherpfennig engagiert.
Ab 1912 übernahm H. Hölscher die architektonische Gestaltung des Gymnasiums, welcher die baulichen Prozesse in Folge der Ausweitung zum Lyzeum begleitete. Das Schulgebäude wurde in Richtung Osten durch einen großen Turnsaal und weitere Unterrichtsräume erweitert. Dieser Anbau wurde jedoch 2010 im Zuge weiterer Umbaumaßnahmen entfernt.
Ein Wohnheim für alte und kranke Schwestern wurde 1956 Richtung Südosten erbaut. 1961 wurde die Schule mit weiteren Unterrichtsräumen und einer Pausenhalle erweitert. 1973 wurde der Turmaufsatz durch einen Sturm beschädigt. Ein Wiederaufbau wurde in Erwägung gezogen, jedoch aus unterschiedlichen Gründen nicht durchgeführt. Im darauffolgenden Jahr wurde die große Turnhalle errichtet.
In den Osterferien 2003 fielen die ersten Bäume im Bereich des Schulhofs und die ersten Gründungsarbeiten für das neue Schulgebäude des Berufskollegs begannen. Im August 2004 wurde das Berufskolleg fertiggestellt und konnte nach den Sommerferien bezogen werden. Danach wurde das alte Schwesternhaus von 1950 abgerissen, in dem das Berufskolleg (Handelsschule) zuvor untergebracht war.
Ein Jahr später wurden Renovierungsarbeiten im neugotischen Vorderhaus durchgeführt, bei denen die historischen Gaubenfenster in den Geschichts- und Erdkunderäumen erneuert wurden. Im Zuge dieser Arbeiten wurden Verwitterungen und morsche Stellen im Gebälk des Dachstuhls festgestellt. Gleichzeitig wurde der 1960er-Jahre-Bau grundlegend saniert. Im Februar 2008 wurden diese Renovierungsarbeiten im Alt- und Neubau fertiggestellt. Die feierliche Eröffnung der neugestalteten Unterrichtsräume fand am 19. November 2008 statt. Um die statische Sicherheit des historischen Altbaus zu gewährleisten, wurde 2008 mit der Gesamtrenovierung des Gebäudes begonnen. Vom Erdgeschoss bis zum Dach war das Haus über zwei Jahre hinweg eine Großbaustelle. Im Zuge dieser Bauarbeiten wurden unter anderem der Nordflügel renoviert und die schuleigene Cafeteria zu einer voll ausgebauten Mensa erweitert. Auch das Lehrerzimmer wurde erneuert und konnte nach den Herbstferien im Oktober 2009 vom Kollegium bezogen werden.
Den größten Einschnitt in der baulichen Entwicklung sollte das Jahr 2010 mit sich bringen. Im Juli begann der Abriss des Richtung Osten stehenden Mitteltraktes. Am 8. April 2010 wurde der Grundstein an der Innenmauer der neuen Aula gesetzt. Seit dem Sommer 2011 fanden vor allem Innenausbauten im neuen Haus 3 statt, der „Klammer“ zwischen Berufskolleg und Gymnasium. Am 10. Dezember 2011 konnte sich das Gymnasium St. Michael dann beim Tag der offenen Tür in den völlig neuen Räumlichkeiten vorstellen. Von den Gebäuden der ehemaligen Mädchenschule ist heute nur noch der repräsentative historische Altbau erhalten geblieben.

## Schulprofil

### Auszeichnungen
- Schule mit Courage, Schule ohne Rassismus
- Digitale/MINT-freundliche Schule
- anerkanntes EDCL-Prüfungszentrum
- Urkunde für Engagement und Zivilcourage

### Pädagogische Konzepte
Das St.-Michael-Gymnasium Ahlen versteht „die Bildung junger Menschen (…) als christlich verantworteten Weg zur Entwicklung einer Persönlichkeit“. Dabei setzt die Schule darauf, möglichst nah mit Eltern, Lehrern und Schülern zusammenzuarbeiten.
Im Mittelpunkt des Erziehungskonzepts steht eine umfassende Persönlichkeitsbildung. Auf vielfältige Weise werden die Schülerinnen altersgemäß in ihrem Prozess der Selbstwerdung, ebenso wie in ihrem Sozialverhalten gefördert und gestärkt. Dies geschieht unter anderem durch das Lions-Quest-Programm, bei dem die Jahrgänge 5 bis 7 gemeinsam mit ihrem Klassenlehrer Problemstellungen lösen. Gemeinsame Fahrten sollen die Selbstständigkeit und den Zusammenhalt im Klassen- und Kursverband stärken.
Des Weiteren kennzeichnet den Schulalltag ein Doppelstundenmodell. Dieses wurde im Schuljahr 2007 eingeführt und soll die zusammenhängende Erarbeitung komplexerer Sachverhalte ermöglichen und alternativen Unterrichtsformen Raum geben.

### Digitalisierung
- ELMO-Dokumentenkameras in allen Klassenräumen
- Apple TV in allen Unterrichtsräumen
- Smartboards in vereinzelten Klassenräumen
- iPad-Klassen 2019/20: Einführung in der 9. Klasse mit 2 Klassen als Pilotprojekt, seit dem Schuljahr 2021/22 im Schulprogramm (ab Jg. 8.2)
- seit 2021 Microsoft-Office-Pakete für alle Schülerinnen und Schüler mit eigenem E-Mail-Account
- 3D-Drucker in der Chemie
- Technik AG

### Offener Ganztag
Der Offene Ganztag ist eine Betreuungsmöglichkeit für Kinder bis einschließlich der 7. Klasse, die nach der regulären Schulzeit bis maximal 15:30 Uhr stattfindet. Dort können die Kinder nach einem Mittagessen in der Schulmensa ihre Hausaufgaben erledigen und bekommen die Möglichkeit, individuell gefördert und gefordert zu werden, da sie in kleinen Gruppen lernen und jedes Kind berücksichtigt wird. Die Kinder haben nach dem Lernen ihre Freizeit und können ihren Vorlieben, ob drinnen oder draußen nachgehen. In beiden Bereichen ist eine großzügige Räumlichkeit geboten und die Kinder haben Platz, um sich auszutoben.

### Schulseelsorge
Früher wurde die Schulseelsorge von den Kaplänen der Gemeinde St. Marien übernommen. Ihre wichtigste Aufgabe waren die wöchentlichen Gottesdienste. Nachdem die Stelle mit einer Pastoralreferentin besetzt worden war, gab es neue inhaltliche Perspektiven. Das Anliegen der heutigen Schulseelsorge ist im Vergleich zu damals vielfältiger und individueller. So steht den Schülerinnen und Schülern in schwierigen Situationen jederzeit eine Person unterstützend zur Seite und es wird Anonymität und Verschwiegenheit bewahrt.
Das Angebot geht dabei weit über Sprechzeiten und Gottesdienste hinaus. Zum Beispiel gibt es verschiedene Pausenangebote, Frühschichten im Advent (wöchentlicher Morgenimpuls mit gemeinsamem Frühstück) sowie Angebote für bestimmte Jahrgangsstufen wie die Kennenlerntage, Partnerschaften (von älteren Schülerinnen und Schüler für die neuen Fünftklässler und Quereinsteiger) und Tage religiöser Orientierung. Zudem werden Wort- und Themengottesdienste gefeiert, zu denen alle Schülerinnen und Schüler eingeladen sind. Beispielsweise wurde in der Corona-Pandemie ein Gedenkgottesdienst angeboten, bei dem Verstorbener und ihrer Angehörigen sowie Betroffener der Pandemie gedacht wurde. Dabei verfolgt die Schulseelsorge stets das Ziel, alle Beteiligten in die Gemeinschaft einzugliedern und ein respektvolles Miteinander zu schaffen.

### Musik am St. Michael
Musikalische Angebote:
- Streicherklassen und Sängerklassen in den Jahrgangsstufen 5–7 (in Jahrgang 5 sogar dreistündig)
- eine Jazz-Band
- drei Chöre für alle Altersklassen
- drei Streichorchester und ein Sinfonieorchester
- für alle Schülerinnen und Schüler besteht die Möglichkeit zur aktiven Beteiligung an 6 bis 7 Konzerten pro Jahr

Eine Besonderheit des musikalischen Angebots an der Schule bietet der Streicherklassenunterricht, der 1989 vom Ehepaar Birgit und Peter Boch ins Leben gerufen wurde. Das Konzept basiert auf der amerikanischen Rolland-Methodik, einer Bewegungslehre zur systematischen Vermittlung der komplexen Bewegungsmuster, die zum Spielen eines Streichinstruments nötig sind.
In einem Klassenorchester mit Geigen, Bratschen, Celli und Kontrabässen erlernen die Kinder im Musikunterricht der 5. bis 7. Klassen ein Streichinstrument ihrer Wahl und können ihre Kenntnisse in Arbeitsgemeinschaften, Einzel- oder Gruppenunterricht am Nachmittag vertiefen. Über die Jahre sind so das Vororchester, das Kammerorchester und das Sinfonieorchester entstanden, in dem die Schülerinnen und Schüler regelmäßig gemeinsam musizieren und auch konzertieren. Seit 2022 besteht zudem eine Kooperation mit der Musikschule Warendorf zur Ermöglichung des über den Unterricht hinausgehenden Instrumentalunterrichts. Darüber hinaus sind durch den Musiklehrer Wilfried Thorwesten, der bis 2018 am Gymnasium St. Michael tätig war, zahlreiche Chöre sowie eine Big Band und eine Jazz-Combo ins Leben gerufen worden. Am 3. November 2021 wurde ihm für sein langjähriges kulturelles Engagement das Bundesverdienstkreuz verliehen.

### Ehemaligen- und Förderverein
In dem Förderverein des Gymnasiums haben sich Eltern und Förderer zusammengeschlossen, um der Schule zu helfen, vielfältige Aufgaben zu erfüllen. Es sollen Beihilfen für die Beschaffung von wissenschaftlichen und künstlerischen Lehr- und Lernmitteln gewährleistet werden. Außerdem soll die Schulkultur in Form von Klassen- und Studienfahrten, Tagen religiöser Orientierung, Arbeitsgemeinschaften, Musikprojekten, Schulsport etc. gefördert werden. Des Weiteren werden bedürftige Schüler sowie die Schülerverwaltung unterstützt. Ein besonderes Interesse liegt darin, die Beziehung zum Schulträger und die Vertretung der Interessen der Schule in der Öffentlichkeit zu pflegen.
Der Förderverein hilft in den genannten Bereichen, Maßnahmen zu finanzieren, wenn die Finanzierung aus Mitteln der Schule bzw. des Schulträgers nicht möglich ist. Der Schulträger soll aber in seinem ureigenen Zuständigkeitsbereich nicht entlastet werden.
Die Arbeit des Fördervereins erfolgt ausschließlich und unmittelbar auf gemeinnütziger Grundlage. Beiträge und Spenden sind steuerlich abzugsfähig. Der Förderverein wird durch den Vorstand und einen Beirat repräsentiert. Die Wahl und die Kontrolle des Vorstandes erfolgt in der zweijährig stattfindenden Mitgliederversammlung. In der Mitgliederversammlung hat der Vorstand über die Aktivitäten des Fördervereins und insbesondere die satzungsgemäße Verwendung der Fördermittel zu berichten und Rechenschaft abzulegen.
Der Ehemaligenverein wurde im Jahr 2015 gegründet. Bereits 2018 umfasste der Verein mehr als 340 Mitglieder. Der Ehemaligenverein unterstützt die Schule in unterschiedlichen Betätigungsfeldern finanziell, u. a. wird der Facharbeitenwettbewerb gesponsert. In der vereinseigenen Zeitung „Nachrichten für Ehemalige“ werden verschiedene informative Themen, das Gymnasium St. Michael betreffend, zugänglich gemacht. Außerdem organisiert der Ehemaligenverein jährlich einen Berufsinformationstag für die Oberstufe.

## Persönlichkeiten

### Ehemalige Schüler
- Tobias Rösmann (* 1977), Journalist, Kommunikationsmanager und parteiloser politischer Beamter